# Бенівська сільська рада
Бенівська сільська́ ра́да — адміністративно-територіальна одиниця та орган місцевого самоврядування в Теребовлянському районі Тернопільської області до вересня 2015 року. Адміністративний центр — село Бенева.

## Загальні відомості
- Бенівська сільська рада утворена в 1991 році.
- Територія ради: 2,158 км²
- Населення ради: 374 особи (станом на 2001 рік)
- Територією ради протікає річка Стрипа.

## Населені пункти
Сільській раді були підпорядковані населені пункти:
- с. Бенева

## Склад ради
Рада складалася з 12 депутатів та голови.
- Голова ради: Чопик Василь Зіновійович
- Секретар ради: Бутковська Ірина Зіновіївна

### Керівний склад попередніх скликань
| Прізвище, ім'я, по батькові | Основні відомості                                                                                                | Дата обрання | Дата звільнення |
| --------------------------- | --- | ------------ | --------------- |
| Чопик Василь Зіновійович    | Сільський голова, 1959 року народження, освіта середня спеціальна, член Всеукраїнського об'єднання «Батьківщина» | 26.03.2006   | 31.10.2010      |
| Чопик Василь Зіновійович    | Сільський голова, 1959 року народження, освіта середня спеціальна, безпартійний                                  | 31.10.2010   |                 |

Примітка: таблиця складена за даними сайту Верховної Ради України

### Депутати
За результатами місцевих виборів 2010 року депутатами ради стали:

#### За суб'єктами висування
| Суб'єкт висування | Кількість обраних депутатів | %   |
| ----------------- | --------------------------- | --- |
| Самовисування     | 12                          | 100 |

#### За округами
| № округу | Прізвище, ім'я, по батькові  | Дата визнання обраним | Освіта             | Партійна приналежність | Відомості про обраного депутата        |
| -------- | ---------------------------- | --------------------- | ------------------ | ---------------------- | -------------------------------------- |
| 1        | Нич Павло Богданович         | 01.11.2010            | середня спеціальна | позапартійний          | тимчасово не працює                    |
| 2        | Стельмах Ігор Ярославович    | 01.11.2010            | вища               | позапартійний          | тимчасово не працює                    |
| 3        | Фіголь Ігор Петрович         | 01.11.2010            | середня            | позапартійний          | тимчасово не працює                    |
| 4        | Фаріон Любов Тимофіївна      | 01.11.2010            | середня спеціальна | позапартійна           | Бібліотека с. Бенева, бібліотекар      |
| 5        | Бутковська Ірина Зіновіївна  | 01.11.2010            | середня спеціальна | позапартійна           | Бенівська сільська рада, секретар      |
| 6        | Бутковський Степан Юліанович | 01.11.2010            | середня спеціальна | позапартійний          | ТОВ «Агро-Дружба», виконавчий директор |
| 7        | Гандрабур Оксана Гігамівна   | 01.11.2010            | середня            | позапартійна           | тимчасово не працює                    |
| 8        | Фаріон Надія Іванівна        | 01.11.2010            | середня спеціальна | позапартійна           | Бенівський клуб, завідувачка клубу     |
| 9        | Рудик Василь Ігорович        | 01.11.2010            | вища               | позапартійний          | тимчасово не працює                    |
| 10       | Гривняк Марія Іванівна       | 01.11.2010            | середня спеціальна | позапартійна           | тимчасово не працює                    |
| 11       | Грицишин Надія Йосипівна     | 01.11.2010            | вища               | позапартійна           | ТОВ «Агро-ружба», ветлікар             |
| 12       | Денега Ігор Михайлович       | 01.11.2010            | вища               | позапартійний          | тимчасово не працює                    |